# راندي فيليبس (لاعب كرة قدم أمريكية)
راندي فيليبس (بالإنجليزية: Randy Phillips)‏ هو لاعب كرة قدم أمريكية أمريكي، ولد في 8 ديسمبر 1987 في بل غليد في الولايات المتحدة.

## وصلات خارجية
- راندي فيليبس على موقع JustSportsStats.com (الإنجليزية)